# Luigi Spallacci
Luigi Spallacci (Tripoli, 26 novembre 1918 – Cielo dell'Albania, 11 marzo 1941) è stato un militare e aviatore italiano, decorato con una Medaglia d'oro al valor militare alla memoria durante il corso della seconda guerra mondiale.

## Biografia
Nacque a Tripoli il 26 novembre 1918, figlio di un italiano e una siriana. Visse a lungo all'estero, e nel giugno 1939 si arruolò volontario nella Regia Aeronautica frequentando il Corso allievi sergenti piloti presso la Scuola di Foligno e poi la Scuola di pilotaggio di Castiglione del Lago. Trasferito al 52º Stormo Caccia Terrestre di stanza sull'aeroporto di Ciampino sud fu nominato sergente pilota il 9 aprile 1940.   All'atto dell'entrata in guerra del Regno d'Italia, il 10 giugno dello stesso anno, partecipò ai combattimenti fronte occidentale assegnato alla 355ª Squadriglia, 24º Gruppo, equipaggiata con i caccia Fiat G.50 Freccia. Divenuto nel frattempo autonomo il 24 ottobre il  24º Gruppo partì per combattere sul fronte greco-albanese. Cadde in combattimento con i Gloster Gladiator del No. 112 Squadron RAF sul cielo dell'Albania l'11 marzo 1941. Per il coraggio dimostrato in questo frangente  venne decorato con la Medaglia d'oro al valor militare alla memoria.

### Fonti
1. 1 2  Ufficio Storico dell'Aeronautica Militare 1969, p. 267.
2. 1 2 3 4  Combattenti Liberazione.
3. 1 2  Quirinale, sito istituzionale, voce Onorificenze, dettagli decorato
4. ↑  Bollettino Ufficiale 1941, disp.45, pag.2071 e disp.52, pag.2562.